# Andreia Xarão
Andreia Xarão (Breves),  é uma política brasileira, filiada ao MDB. 
Nas eleições de 2022, foi eleita deputada estadual pelo PA.